# Pierre Gamarra
Pierre Gamarra (Toulouse, 10 de julho de 1919 — Argenteuil, 20 de maio de  2009) foi um  poeta, romancista, crítico literário e dramaturgo francês.
Pierre Gamarra é particularmente conhecido pela sua obra destinada à juventude.

## Biografia
Em 1948, recebeu em Lausana o primeiro Prémio Internacional Charles Veillon, atribuído ao seu primeiro romance, A Casa de fogo.
Em 1973, o seu romance Os Galos da Meia Noite foi adaptado para a televisão francesa.
Dirigiu a revista literária Europe desde 1974 até a sua morte.
Em 2001, o ator Michael Lonsdale recitou alguns dos seus poemas sobre a Espanha.

## Obras

### Romances traduzidos em português
- A Grande Reportagem, Mem Martins, Publicações Europa-América, 1974

Colecção Europa-América Juvenil. Tradução de Noémia Seixas
- A Aventura do Serpente Emplumada, Lisboa, Livros Horizonte, 1961

Colecção Esquilo. Tradução de Severiano Ferreira, ilustrações de Philipe Daure. Prémio juvenil de 1961